# 30-й армейский корпус (Великобритания)
30-й армейский корпус (англ. XXX Corps) — оперативно-тактическое объединение Британской армии периода Второй мировой войны.

## История
XXX корпус был сформирован в Западной пустыне, чтобы стать одним из двух армейских корпусов в составе недавно созданной 8-й армии.

### Североафриканская кампания
XXX корпус сыграл важную роль в первом сражении при Эль-Аламейне, где продвижение сил Оси было остановлено.
В крупном наступлении на Эль-Аламейн XXX корпусу была отведена главная роль, и он получил под командование следующие соединения:
- 51-я (хайлендская) пехотная дивизия (51st (Highland) Infantry Division);
- 4-я индийская пехотная дивизия (4th Indian Infantry Division);
- 1-я южноафриканская пехотная дивизия (1st South African Infantry Division);
- 9-я австралийская пехотная дивизия (9th Australian Infantry Division);
- 2-я новозеландская пехотная дивизия (2nd New Zealand Division).

После поражения немецких и итальянских войск во втором сражении при Эль-Аламейне в начале ноября 1942 года XXX корпус стал главной силой, преследующей войска Оси через Ливию.
Первое сражение в Тунисе для XXX корпуса произошло 6 марта 1943 года, в ходе боев у Меденина. Затем между 16 и 23 марта 1943 года последовала Битва на линии Марет (Battle of the Mareth Line).
Атака на линию Марет была названа операция «Пуджилист» (Pugilist). 19 марта XXX корпус начал фронтальную атаку на линию обороны войск Оси. Как 50-я пехотная дивизия, так и 51-я пехотная дивизия понесли тяжёлые потери.

### Сицилийская операция
XXX корпус был назначен для операции по вторжению в Сицилию. XXX корпус имел под своим командованием:
- 51-я (хайлендская) пехотная дивизия;
- 1-я канадская пехотная дивизия.

XXX корпус высадился на Сицилии 10 июля 1943 года на левом фланге 8-й британской армии. По мере продвижения 8-й армии к вулкану Этна сопротивление противника всё более нарастало. Прямой путь на Мессину был хорошо защищён, поэтому XXX корпусу была поставлена задача было поручено захватить восточные склоны вулкана Этна. 1-я канадская пехотная дивизия взяла Адрано 6 августа, одновременно с ней 51-я пехотная дивизия захватила близлежащий город Бьянкавилла. После взятия Адрано, 1-я канадская пехотная дивизия была переведена в резерв армии, а основное внимание было сосредоточено на продвижении XIII корпуса к Катании и далее к Мессине.

### Нормандская операция
После Сицилии XXX корпус вернулся в Великобританию и перешёл под командование 2-й армии.
Для вторжения в Нормандию корпус имел в своем подчинении три дивизии:
- 7-я бронетанковая дивизия;
- 49-я (западнорайдингская) пехотная дивизия (49th (West Riding) Infantry Division);
- 50-я (нортумбрийская) пехотная дивизия (50th (Northumbrian) Infantry Division);

XXX корпус был выбран в качестве одного из штурмовых соединений в день «Д». Он был назначен для высадки на
Голд-Бич, самый западный из трёх пляжей, выделенных для 2-й британской армии.
Перед корпусом стояла задача двигаться вглубь страны, чтобы занять Байё и дорогу на Тийи-Сюр-Сёль (Tilly-sur-Seulles), находящийся западнее Кана.
В день «Д» 50-я пехотная дивизия смогла продвинуться на пять миль вглубь Нормандии, соединившись с канадцами с Джуно-Бич.
На D+1 7-я бронетанковая дивизия высадилась и захватила Байё. Немецкие войска предприняли несколько локальных контратак, но все они были успешно отбиты. Немецкие подкрепления из 1-го танкового корпуса СС начали прибывать напротив XXX корпуса. Продвижению 50-й пехотной дивизии теперь противостояла Танковая учебная дивизия 1-го танкового корпуса СС.
7-я бронетанковая дивизия вошла в линию фронта справа от 50-й пехотной дивизии и предприняла наступление на Виллер-Бокаж и дорогу на Кан, названную операцией «Перч». В конце 12 июня части 7-й бронетанковой дивизии достигли Виллер-Бокажа, тем самым обойдя Танковую учебную дивизию вермахта, но затем контратака нескольких немецких танков «Тигр» привели к окружению британских войск, в результате чего британские войска отступили под натиском обратно в Комон-л’Эванте (Комон-Сюр-Ор).
В течение июля 1944 г. XXX корпус занимался удержанием линии фронта.
После Фалезского котла XXX корпус продвинулся через Францию в Бельгию. Подразделения корпуса освободили Брюссель и Антверпен.

### Голландская операция
17 сентября 1944 года, в момент начала операции «Маркет-Гарден», XXX корпус достиг границы с Нидерландами.
В начале Голландской операции, 17 сентября 1944 года корпус имел под своим командованием:
- Гвардейская бронетанковая дивизия (Guards Armoured Division);
- 43-я (уэссекская) пехотная дивизия (43rd (Wessex) Infantry Division)

50-я (нортумбрийская) пехотная дивизия была переведена из XXX корпуса в VIII корпус 18 сентября 1944 года.
XXX корпус начал наступление примерно в 14:00 в воскресенье 17 сентября 1944 года. 20 сентября британцы достигли моста в Неймегене, но к этому времени 82-я воздушно-десантная дивизия США не смогла решить свои боевые задачи. Немецкие войска перерезали главную дорогу, по которой шло продвижение тыловых колонн. 21 сентября 1944 британские войска прекратили наступление. 43-я пехотная дивизия была переброшена через всю страну на южный берег реки Недер-Рейн (нидерл. Nederrijn) в Арнеме. К этому времени 1-я воздушно-десантная дивизия в Арнеме вела бои на пределе своих сил, что заставило британцев отступить за реку.

### Маас-Рейнская операция
Когда немецкие войска начали свое зимнее наступление через Арденны, XXX корпус был переброшен для охраны мостов через реку Мёз на случай, если немцы достигнут их, чего не произошло.
XXX корпус участвовал в последнем крупном наступлении при переправе через реку Рейн в марте 1945 года.
С окончанием военных действий в мае 1945 года XXX корпус принял на себя ответственность за Ганноверскую провинцию. В это время корпус имел под своим командованием:
- 5-я пехотная дивизия (5th Infantry Division);
- 43-я (уэссекская) пехотная дивизия (43rd (Wessex) Infantry Division);
- 51-я (хайлендская) пехотная дивизия (51st (Highland) Infantry Division);
- 3-я канадская пехотная дивизия (3rd Canadian Infantry Division);
- 8-я бронетанковая бригада (8th Armoured Brigade).[1]

### Расформирование
XXX корпус был расформирован вместе с I корпусным округом в июне 1947 года.

## Состав
Состав 30-го армейского корпуса на момент Голландской операции:
- 2-й дворцовый кавалерийский полк (2nd Household Cavalry Regiment)
- Гвардейская бронетанковая дивизия (Guards Armoured Division)
  - 5-я гвардейская бронетанковая бригада (5th Guards Armoured Brigade)
    - 2-й бронетанковый батальон Гренадерского гвардейского полка (2nd (Armoured) Bn, Grenadier Guards)
    - 1-й бронетанковый батальон Колдстримского гвардейского полка (1st (Armoured) Bn, Coldstream Guards)
    - 2-й бронетанковый батальон Ирландского гвардейского полка (2nd (Armoured) Bn, Irish Guards)
    - 1-й моторизованный батальон Гренадерского гвардейского полка (1st (Motorized) Bn, Grenadier Guards)

  - 32-я гвардейская бригада (32nd Guards Brigade)
    - 5-й батальон Колдстримского гвардейского полка (5th Bn, Coldstream Guards)
    - 1-й батальон Валлийского гвардейского полка (1st Bn, Welsh Guards)
    - 3-й батальон Ирландского гвардейского полка (3rd Bn, Irish Guards)
    - 2-й бронетанковый разведывательный батальон Ирландского гвардейского полка (2nd (Armoured) Reconnaissance Bn, Welsh Guards)

  - Части дивизионного подчинения
    - 15-й/19-й Его Величества королевский гусарский полк (15th/19th King’s Royal Hussars) [придан от 11-й бронетанковой дивизии]
    - 6-й средний полк КА (64th Medium Regiment, RA) [придан от 2-й армии]
    - 55-й (уэссекский) полевой полк КА (55th (Wessex) Field Regiment, Royal Artillery)
    - 153-й (лестерширский йоменский) полевой полк КА (153rd (Leicestershire Yeomanry) Field Regiment, RA)
    - 21-й противотанковый полк КА (21st Anti-Tank Regiment, Royal Artillery)
    - 94-й лёгкий зенитный полк КА (94th Light Anti-Aircraft, Regiment Royal Artillery)
    - 14-й полевой эскадрон КИ (14th Field Squadron, Royal Engineers)
    - 615-й полевой эскадрон КИ (615th Field Squadron, Royal Engineers)
    - 148-й полевой парковый эскадрон КИ (148th Field Park Squadron, Royal Engineers)
    - 11-й мостовой взвод КИ (11th Bridging Troop, Royal Engineers)
- 43-я (уэссекская) пехотная дивизия (43rd (Wessex) Infantry Division — Major General Ivor Thomas)
  - 129-я пехотная бригада (129th Infantry Brigade)
    - 4-й батальон Сомерсетского лёгкого пехотного полка (4th Bn, Somerset Light Infantry)
    - 4-й батальон Уилтширского полка (4th Bn, Wiltshire Regiment)
    - 5-й батальон Уилтширского полка (5th Bn, Wiltshire Regiment)

  - 130-я пехотная бригада (130th Infantry Brigade)
    - 4-й батальон Дорсетширского полка (4th Bn, Dorsetshire Regiment)
    - 5-й батальон Дорсетширского полка (5th Bn, Dorsetshire Regiment)
    - 7-й батальон Гемпширского полка (7th Bn, Hampshire Regiment)

  - 214-я пехотная бригада (214th Infantry Brigade)
    - 1-й батальон Вустерширского полка (1st Bn, Worcestershire Regiment)
    - 5-й батальон Лёгкого пехотного полка герцога Корнуэлльского (5th Bn, Duke of Cornwall’s Light Infantry)
    - 7-й батальон Сомерсетского лёгкого пехотного полка (7th Bn, Somerset Light Infantry)

  - Части дивизионного подчинения (Divisional troops)
    - 43-й разведывательный полк (43rd Reconnaissance Regiment, Reconnaissance Corps)
    - 8-й батальон Мидлсекского полка (пулемётный) (8th Bn, Middlesex Regiment (Machine Guns))
    - 94-й (собственный Её Величества дорсетский йоменский) полевой полк КА (94th (Queen’s Own Dorset Yeomanry) Field Regiment, RA)
    - 112-й (уэссекский) полевой полк КА (112th (Wessex) Field Regiment, Royal Artillery)
    - 179-й полевой полк КА (179th Field Regiment, Royal Artillery)
    - 59-й противотанковый полк КА (59th Anti-Tank Regiment, Royal Artillery)
    - 11-й лёгкий зенитный полк КА (110th Light Anti-Aircraft Regiment, Royal Artillery)
    - 204-я полевая рота КИ (204th Field Company, Royal Engineers)
    - 260-я полевая рота КИ (260th Field Company, Royal Engineers)
    - 553-я полевая рота КИ (553rd Field Company, Royal Engineers)
    - 207-я полевая парковая рота КИ (207th Field Park Company, Royal Engineers)
    - 13-й мостовой взвод КИ (13th Bridging Platoon, Royal Engineers)
    - 16-я группа аэродромных конструкций КИ (16th Airfield Construction Group, Royal Engineers)
- 50-я (нортумбрийская) пехотная дивизия (50th (Northumbrian) Infantry Division — Major General D. A. H. Graham) [дивизия переведена в VIII корпус 18 сентября]
  - 69-я пехотная бригада (69th Infantry Brigade)
    - 5-й батальон Восточнойоркширского полка (5th Bn, East Yorkshire Regiment)
    - 6-й батальон Гринховардского полка (6th Bn, Green Howards)
    - 7-й батальон Гринховардского полка (7th Bn, Green Howards)

  - 151-я пехотная бригада (151st Infantry Brigade)
    - 6-й батальон Даремского лёгкого пехотного полка (6th Bn, Durham Light Infantry)
    - 8-й батальон Даремского лёгкого пехотного полка (8th Bn, Durham Light Infantry)
    - 9-й батальон Даремского лёгкого пехотного полка (9th Bn, Durham Light Infantry)

  - 231-я пехотная бригада (231st Infantry Brigade)
    - 1-й батальон Дорсетширского полка (1st Bn, Dorsetshire Regiment)
    - 1-й батальон Гемпширского полка (1st Bn, Hampshire Regiment)
    - 7-й батальон Девонширского полка (7th Bn, Devonshire Regiment)

  - Части дивизионного подчинения (Divisional troops)
    - 2-й батальон Чеширского полка (пулемётный) (2nd Bn, Cheshire Regiment (Machine Gun))
    - 74-й полевой полк КА (74th Field Regiment, Royal Artillery)
    - 90-й полевой полк КА (90th (City of London) Field Regiment, Royal Artillery)
    - 124-й полевой полк КА (124th Field Regiment, Royal Artillery)
    - 102-й противотанковый полк КА (102nd (Northumberland Hussars) Anti-Tank Regiment, RA)
    - 25-й лёгкий зенитный полк КА (25th Light Anti-Aircraft Regiment, Royal Artillery)
    - 233-я полевая рота КИ (233rd Field Company, Royal Engineers)
    - 501-я полевая рота КИ (501st Field Company, Royal Engineers)
    - 505-я полевая рота КИ (505th Field Company, Royal Engineers)
    - 235-я полевая парковая рота КИ (235th Field Park Company, Royal Engineers)
- 8-я бронетанковая бригада (8th Armoured Brigade — Brigadier E. G. Prior-Palmer)
  - 4-й/7-й королевский драгунский гвардейский полк (4th/7th Royal Dragoon Guards)
  - 13-й/18-й королевский гусарский полк (13th/18th Royal Hussars)
  - Шервудский рейнджерский йоменский полк (Sherwood Rangers Yeomanry)
  - 147-й (эссекский йоменский) полк ККА (147th (Essex Yeomanry) Regiment, Royal Horse Artillery)
  - 12-й (Её Величества уэстминстерский) батальон Его Величества королевского стрелкового корпуса (12th (Queen’s Westminsters) Bn, King’s Royal Rifle Corps)